# آلخاندرو دومینگس (بازیکن فوتبال مکزیکی)
آلخاندرو دومینگس (اسپانیایی: Alejandro Domínguez‎؛ زادهٔ ۹ فوریهٔ ۱۹۶۱) بازیکن سابق و مربی فوتبال اهل مکزیک است.
از باشگاه‌هایی که در آن بازی کرده‌است می‌توان به باشگاه فوتبال آمریکا و باشگاه فوتبال کرتارو اشاره کرد.
وی همچنین در تیم ملی فوتبال مکزیک بازی کرده‌است.